# Divemaster
 (novembre 2024).
La mise en forme du texte ne suit pas les recommandations de Wikipédia : il faut le « wikifier ».
Les points d'amélioration suivants sont les cas les plus fréquents. Le détail des points à revoir est peut-être précisé sur la page de discussion.
- Les titres sont pré-formatés par le logiciel. Ils ne sont ni en capitales, ni en gras.
- Le texte ne doit pas être écrit en capitales (les noms de famille non plus), ni en gras, ni en italique, ni en « petit »…
- Le gras n'est utilisé que pour surligner le titre de l'article dans l'introduction, une seule fois.
- L'italique est rarement utilisé : mots en langue étrangère, titres d'œuvres, noms de bateaux, etc.
- Les citations ne sont pas en italique mais en corps de texte normal. Elles sont entourées par des guillemets français : « et ».
- Les listes à puces sont à éviter, des paragraphes rédigés étant largement préférés. Les tableaux sont à réserver à la présentation de données structurées (résultats, etc.).
- Les appels de note de bas de page (petits chiffres en exposant, introduits par l'outil «  Source ») sont à placer entre la fin de phrase et le point final[comme ça].
- Les liens internes (vers d'autres articles de Wikipédia) sont à choisir avec parcimonie. Créez des liens vers des articles approfondissant le sujet. Les termes génériques sans rapport avec le sujet sont à éviter, ainsi que les répétitions de liens vers un même terme.
- Les liens externes sont à placer uniquement dans une section « Liens externes », à la fin de l'article. Ces liens sont à choisir avec parcimonie suivant les règles définies. Si un lien sert de source à l'article, son insertion dans le texte est à faire par les notes de bas de page.
- La présentation des références doit suivre les conventions bibliographiques. Il est recommandé d'utiliser les modèles {{Ouvrage}}, {{Chapitre}}, {{Article}}, {{Lien web}} et/ou {{Bibliographie}}. Le mode d'édition visuel peut mettre en forme automatiquement les références.
- Insérer une infobox (cadre d'informations à droite) n'est pas obligatoire pour parachever la mise en page.

Pour une aide détaillée, merci de consulter Aide:Wikification.
Si vous pensez que ces points ont été résolus, vous pouvez retirer ce bandeau et améliorer la mise en forme d'un autre article.
 (novembre 2024).
Un Divemaster (DM) edt un plongeur sous marin qui a les qualifications reconnu pour prendre la responsabilité de superviser un groupe de plongeurs et en tant que guide de Palanquée. Cela comprend l'organisation et la direction de plongées loisir, en particulier à titre professionnel C'est une qualification utilisée dans de nombreuses régions du monde en plongée sous-marine pour un plongeur qui a la responsabilité de superviser un groupe de plongeurs et en tant que guide de Palanquée. Terme générique, « Divemaster » est aussi le titre de la première qualification professionnelle de nombreuses agences de formation, telles que PADI, SSI, SDI, NASE, à l'exception de NAUI, qui classe un Divemaster NAUI sous un instructeur NAUI mais au-dessus d'un assistant instructeur NAUI. La certification Dive master est généralement équivalente aux exigences de l'ISO 24801-3 Dive Leader.
La BSAC reconnaît les certificats de Divemaster de plusieurs agences comme équivalents au BSAC Dive Leader, mais pas au BSAC Advanced Diver. L’inverse n’est peut-être pas vrai.
Dans le domaine de la plongée loisir, la certification de Divemaster est habituellement une condition préalable à l'accès à la formation d'instructeur au sein des agences professionnelles. Toutefois, l'agence NAUI fait exception, considérant cette étape comme facultative. Cette distinction s'explique par le positionnement particulier du Divemaster dans la hiérarchie propre à NAUI.

## Rôle

Niveaux de formation à la plongée sous-marine utilisés par ISO, PADI, CMAS, SSI et NAUI

Le rôle d'un divemaster peut varier, mais comprendra généralement les rôles suivants :
- Organisation, conduite et supervision d'activités de plongée loisir (mais pas de formation), à terre ou en bateau[5].

- Aider les instructeurs à mener des programmes et des activités de formation pour les plongeurs certifiés[6].
- Superviser généralement les activités de plongée non liées à la formation en planifiant, organisant et dirigeant les plongées[5],[6].
  - évaluer les dangers d'un site de plongée et informer les plongeurs des dangers,
  - informer les plongeurs sur l'aménagement et les points d'intérêt d'un site de plongée,
  - proposer des itinéraires de plongée sur un site précis pour les plongeurs autonomes,
  - contrôler l'entrée et la sortie des plongeurs dans l'eau à partir d'un point d'entrée, en bateau ou sur le rivage,
  - diriger un groupe de plongeurs dans l'eau en tant que guide touristique.
- Dans les limites de certaines agences, les divemasters peuvent :
  - agir en tant qu'assistants pédagogiques auprès des instructeurs[6].
  - enseigner et certifier les plongeurs en apnée et en apnée.
  - organiser des programmes de révision de plongée pour les plongeurs certifiés.

## Responsabilité et situation juridique
La responsabilité légale d’un Divemaster envers ses clients varie en fonction des législations nationales, où elle demeure fréquemment ambiguë. Le recours à des dérogations ou à des formulaires de consentement pour réduire cette responsabilité est courant, mais leur validité juridique dépend du cadre légal propre à chaque pays. Par ailleurs, lorsqu’un Divemaster fournit des instructions de sécurité ou des recommandations professionnelles sur un site de plongée, il peut être juridiquement tenu à une obligation de vigilance envers les plongeurs.

## Equivalence de certification
Les certifications suivantes sont reconnues comme satisfaisant ou dépassant les exigences de la norme EN/ISO 24801-3:2014 : 
- Divemaster de l'ACUC
- Divemaster ANDI
- Dive Leader BSAC
- Plongeur CMAS 3 étoiles
- DMT NASE Divemaster
- IANTD Divemaster
- Superviseur de plongée NASDS
- Divemaster NAUI
- PADI Divemaster
- Divemaster ProTec
- Divemaster PSAI
- Chef de plongée SAA (?), superviseur de plongée
- Divemaster SDI
- Divemaster SNSI
- Guide de plongée SSI

## Équivalence dans d'autres domaines de la plongée

### Plongée technique
En plongée technique, les plongeurs sont généralement tenus d'être compétents et responsables de leur propre sécurité ainsi que de celle de leur équipe, dans les limites établies par celle-ci. Il est courant qu'une équipe technique ou un groupe d'expédition désigne un membre comme chef d'équipe ou commissaire de plongée en surface. Toutefois, le rôle du commissaire de surface est souvent de nature administrative, consistant principalement à contrôler les entrées et sorties des plongeurs de l'eau. À l'inverse, le chef d'équipe de plongée joue un rôle de navigation en guidant le groupe, plutôt que de prendre des décisions de sécurité pour les autres membres. Un principe clé en plongée technique stipule que tout plongeur a le droit de mettre fin à une plongée à tout moment et pour n'importe quelle raison, une décision à laquelle l'équipe se conformera en suivant les procédures de sortie établies au préalable.
NAUI propose un cours de "Responsable du Support Technique" destiné à former les Divemasters et les assistants instructeurs NAUI qui sont également des plongeurs techniques. Ce cours vise à développer les compétences nécessaires pour assumer des responsabilités supplémentaires dans le cadre des plongées techniques, en offrant une formation spécialisée pour ceux qui jouent un rôle de soutien dans ces environnements complexes.

## Opportunités professionnelle
Les Divemasters ont la possibilité de travailler dans des destinations de vacances dans de nombreuses régions du monde. Ils peuvent travailler dans des centres de plongée, des yachts privés, des bateaux de croisière et des centres de plongée – partout où il existe une demande de plongée loisir organisée. Le niveau IV de la FFESSM plus reconnue en France n'est pas toujours connu à l'étranger.
De nombreux Divemasters travaillent par ailleurs dans des centres de plongée et aident l'instructeur dans la formation et la supervision.

## Entraînement
Au cours de la formation Divemaster, les candidats acquièrent des compétences en gestion de plongée grâce à des cours en classe, à des études indépendantes et à des exercices de formation pratique. Ils effectuent des exercices d'aisance aquatique poussé et d'endurance, des exercices d'entraînement qui améliorent leur capacité à organiser et à résoudre des problèmes et aident les autres à améliorer leurs capacités.
Les plongeurs peuvent accéder au niveau de Divemaster grâce à deux méthodes différentes. Soit en progressant dans les niveaux de plongée loisir, soit par des stages de divemaster qui accélèrent le candidat vers le niveau de divemaster en l'impliquant dans le centre de formation où il se forme. Les stages Divemaster sont proposés par de nombreux magasins de plongée différents sous leurs organisations respectives (PADI, NAUI, SSI, etc.).

L'ensemble du système de formation PADI.

Les candidats Divemaster PADI et SDI doivent avoir atteint les exigences minimales suivantes avant leur formation de Divemaster : 
- Certification Advanced Open Water Diver (ou certification qualifiante d'un autre organisme de formation)[9]
- Certification de plongeur sauveteur (ou certification qualifiante d'un autre organisme de formation)[9]
- Formation aux premiers secours et à la réanimation cardiopulmonaire (de préférence avec formation au défibrillateur externe automatisé (DEA))[9]
- Les candidats au PADI Divemaster doivent avoir effectué 60 plongées enregistrées avant la certification[9].
- Soumettre une déclaration médicale signée par un médecin datant de moins de 12 mois[9].

La NASE exige que les candidats au poste de divemaster aient démontré des compétences en physique, physiologie, compétences et environnement, planification de plongée et équipement avant d'entrer dans un programme.

### NAUI
Le Divemaster NAUI est une certification de leadership située entre le niveau d'Assistant Instructor et celui d'Instructor, contrairement à d'autres organisations comme PADI, qui considèrent le Divemaster comme le niveau d'encadrement le plus bas. Un Divemaster NAUI est habilité à organiser et diriger des plongées pour des plongeurs certifiés, et il est également qualifié pour assister les instructeurs NAUI en statut actif lors des cours de formation à la plongée.
NAUI fournit un noyau de compétences et de connaissances de niveau d'encadrement dans les cours NAUI Master Scuba Diver et NAUI Scuba Rescue Diver, qui sont des prérequis nécessaires pour tous les programmes de leadership NAUI. Les candidats Divemaster qui offrent une certification équivalente doivent toujours réussir l'examen écrit NAUI Master Scubadiver. Les candidats au Divemaster doivent être titulaires d'une qualification d'assistant instructeur NAUI ou avoir enregistré au moins 60 plongées en eau libre démontrant un environnement, une profondeur et des activités variés, ainsi que des compétences aquatiques égales à celles attendues d'un assistant instructeur.
NAUI offre un ensemble de compétences et de connaissances de niveau d'encadrement dans les programmes NAUI Master Scuba Diver  et NAUI Scuba Rescue Diver, qui sont des prérequis pour tous les programmes de leadership NAUI. Les candidats Divemaster qui possèdent une certification équivalente doivent néanmoins réussir l'examen écrit du NAUI Master Scuba Diver. Pour être éligible à la certification Divemaster, un candidat doit soit détenir une qualification d'assistant instructeur NAUI, soit avoir effectué au moins 60 plongées en eau libre, illustrant une variété d'environnements, de profondeurs et d'activités. De plus, le candidat doit démontrer des compétences aquatiques équivalentes à celles exigées d'un assistant instructeur.
Être titulaire d'un certificat NAUI Divemaster est l'une des trois façons de satisfaire aux exigences de certification des plongeurs pour un cours de formation d'instructeur NAUI.